# Emily Jacir
Emily Jacir (en arabe : أملي جاسر), née en 1970 à Bethléem (Cisjordanie), est une artiste multidisciplinaire palestinienne et américaine. Ayant grandi en Arabie saoudite et en Italie, elle est diplômée en art de l’université de Dallas et du Memphis College of Art ; elle vit et travaille entre Ramallah et New York.

## Travail
Son travail porte principalement sur la transformation, la résistance et les récits historiques réduits au silence, et ses œuvres explorent les thèmes du déplacement, de l’exil et de la résistance, principalement dans le contexte de l’occupation palestinienne.
Elle utilise un nombre important de techniques dans le cadre de son travail : photographie, vidéo, performance, audio et installation. Elle utilise notamment des stratégies néo-conceptuelles telles que la présentation photo-texte, la performance basée sur les tâches, l'enquête statistique des réponses, l'utilisation de publicités dans les journaux, la défense de l'idée de l'artiste en tant que fournisseur de services pour les autres. Son art résonne d’un profond sentiment de perte et d’un espoir persistant d’identité et de foyer.
Elle est représentée par la galerie Alexander & Bonin à New York et ses œuvres font partie des collections de nombreux musées (MoMA, Whitney Museum of American Art, Moderna Museet, etc.).

## Œuvres majeures (sélection)
Emily Jacir utilise son art comme un outil de résistance et de dénonciation.

### Mémorial de 418 villages palestiniens(2001)
Mémorial de 418 villages palestiniens qui ont été détruits, dépeuplés et occupés par Israël en 1948 est le résultat d'un projet communautaire de trois mois à New York, où l'artiste a érigé une tente de réfugiés dans son studio. Elle y a inscrit, au pochoir, les noms de tous les villages détruits, dépeuplés et occupés, qui ont été archivés dans le livre de Walid Khalidi All That Remains. Les villages palestiniens occupés et dépeuplés par Israël en 1948 (2006).
Plus de 140 personnes sont venues dans son studio et pour broder les noms avec elle, tout en partageant des histoires sur ces villages, racontant parfois comment ils ont été détruits. Ce mémorial est accompagné d'un livre qui inclut tous les participants du projet.

### Where We Come From(2001-2003)
La double nationalité d'Emily Jacir lui a offert un avantage majeur : la liberté de mouvement. Son passeport américain lui a permis d'être autorisée à voyager en Israël, en Cisjordanie et à Gaza pendant plusieurs années.
L'utilisation de cette liberté de mouvement est ainsi devenue un élément important de son art. Elle a notamment décidé de profiter de cette liberté pour faire quelque chose pour ses compatriotes palestiniens. Dans le cadre de son projet Where We Come From, Emily Jacir pose la question suivante à plusieurs Palestiniens : « Si je pouvais faire quelque chose pour vous, n'importe où en Palestine, qu'est-ce que ce serait ? » Ainsi, l'artiste a été en mesure de rendre de nombreux services à ses amis et connaissances, allant des demandes les plus pragmatiques et banales aux plus intimes. Ces demandes ont abouti à des textes, des photographies et des films qui documentent l'impact de la situation politique sur la vie quotidienne des Palestiniens.
Toutefois, la situation s'étant détériorée depuis 2004, les Palestiniens détenant des passeports étrangers n'étaient plus aussi libres dans leurs mouvements en Palestine et en Israël. Jacir a ainsi dû renoncer à poursuivre son projet Where We Come From.

### Crossing Surda(2003) etFrom Texas with Love(2002)
Emily Jacir met en lumière l'absurdité et la tragédie des restrictions de voyage dans ses œuvres vidéo Crossing Surda (un enregistrement de trajets vers le travail) et From Texas with Love.
- Crossing Surda montre le trajet quotidien de deux kilomètres que Jacir et de nombreux Palestiniens effectuaient, forcés de marcher tous les jours sur la seule route et de passer par le point de contrôle reliant la ville de Ramallah en Cisjordanie à l'Université de Birzeit et à environ 30 villages palestiniens. Cette vidéo, qui a été tournée avec la caméra cachée de l'artiste, documente son trajet quotidien vers le travail et montre les rencontres quotidiennes entre Palestiniens ordinaires et soldats israéliens[5].
- Dans From Texas with Love, l'artiste enquête davantage sur la frustration résultant de l'obstruction sans fin du mouvement que les Palestiniens endurent en raison des checkpoints et des contrôles aux frontières. Elle est ainsi montée dans une voiture, au Texas, et a conduit pendant une heure sans s'arrêter en filmant la route devant elle. Cette vidéo est accompagnée de chansons que des Palestiniens lui ont envoyées en réponse à sa question « Si vous aviez la liberté de prendre une voiture et de conduire pendant une heure sans vous faire arrêter (imaginez l’absence d’occupation militaire israélienne : pas de soldats israéliens, pas de checkpoints ni de barrages routiers israéliens, pas de routes de contournement), quelle chanson écouteriez-vous ?[5] »

### Emily Jacir -Material for a Film(2006-présent)
Material for a Film, l’une des œuvres les plus emblématiques d’Emily Jacir, explore la vie de Wael Zuaiter, un traducteur et intellectuel palestinien assassiné à Rome, où il vivait, après avoir été accusé à tort de participation aux attaques terroristes de Munich en 1972.
En rassemblant et en mettant en lumière divers éléments tels que des photographies de famille, des correspondances sous forme de notes, lettres et télégrammes, ainsi que des enregistrements audio de conversations téléphoniques et des documents liés à son assassinat, Jacir recrée des fragments de l’existence de Zuaiter dans une installation audiovisuelle émouvante.

### Emily Jacir –ex libris(2010-2012)
Dans ex libris, une œuvre commandée à l’origine pour la Documenta, Emily Jacir rend hommage aux quelque 30 000 livres pillés dans les maisons, bibliothèques et institutions palestiniennes par les autorités israéliennes en 1948.
Six mille de ces livres sont conservés à la Bibliothèque nationale et universitaire juive de Jérusalem, où ils sont catalogués sous la mention « A.P. » (Abandoned Property, Propriété abandonnée). Pendant deux ans, Jacir a régulièrement visité cette bibliothèque, photographiant les livres avec son téléphone. À travers cette œuvre, elle interroge non seulement le pillage et la destruction des livres, mais soulève également des questions sur la restitution et le rapatriement de ces biens culturels.
La force de l’œuvre de Jacir réside dans sa capacité à dévoiler au grand public la réalité complexe et stratifiée de la Palestine, un territoire que Mahmoud Darwish – considéré comme le poète national palestinien – a décrit comme un « pays de mots ». Que ce soit en raison des frontières redessinées, des villages et villes effacés ou de l’expérience de l’exil, la Palestine est souvent évoquée à travers les mots et les souvenirs. À travers ses rituels artistiques, Emily Jacir contribue à réunir des fragments de ce patrimoine avec son peuple, en donnant une voix à de nombreux Palestiniens privés de plateforme pour se faire entendre.

## Prix et distinctions
- 17 octobre 2007 : Lion d'or pour les artistes de moins de 40 ans, lors de la 52e Biennale de Venise.

Le jury salue sa « pratique qui prend comme sujet l'exil en général et la question palestinienne en particulier. Sans recourir à l'exotisme, l'œuvre exposée dans le pavillon central des Giardini établit et élargit un croisement entre cinéma, archives documentaires, narration et son,. »
- 2007 : Prix du Prince Claus, prix annuel du Fonds Prince Claus pour la culture et le développement de La Haye[10].

Ce prix décrit Emily Jacir comme « une artiste exceptionnellement talentueuse dont les œuvres abordent sérieusement les implications du conflit. »
- 2008 : Prix Hugo-Boss décerné par Solomon R. Guggenheim Foundation.

Elle est félicitée par le jury pour sa « pratique conceptuelle rigoureuse — comprenant la photographie, la vidéo, la performance et le travail basé sur l'installation — qui témoigne d'une culture déchirée par la guerre et le déplacement. En tant que membre de la diaspora palestinienne, elle commente les questions de mobilité (ou de manque de mobilité), de crises frontalières et d'amnésie historique à travers des projets qui déterrent des récits individuels et des expériences collectives,. »
- 2011 : Prix Herb Alpert des arts[14].
- 2015 : Prix de Rome en arts visuels de la Fondation Andrew W. Mellon, décerné par l'Académie américaine de Rome[15].
- En 2018, elle est distinguée comme « commissaire de l'artiste jeune de l'année » par la Fondation A.M. Qattan[16].
- En 2019, elle donne la conférence commémorative Edward Saïd à l'université de Princeton[17].
- 2023 :
  - Prix des arts et des lettres de l'Académie américaine des arts à New York[18].
  - Doctorat honorifique en art et design du National College of Art and Design de Dublin[19].
- 2024 : Minimum Prize de la Fondazione Pistoletto, en Italie[20].

## Expositions

### Expositions personnelles
- 2007 : Alberto Peola, Turin
- 2005 : 
  - Anthony Reynolds Gallery, Londres, Where We Come From
  - The Jerusalem Fund Gallery, Washington
  - Ulrich Museum of Art, Wichita
  - Accumulations  Alexander and Bonin, New York
- 2004 :
  - Woher wir kommen, Künstlerhaus, Brême
  - Where We Come From, itinérante : Moderna Museet, Stockholm ; The Khalil Sakakini Cultural Centre, Ramallah ; Nuova Icona, Venise
  - Accumulations, Kunstraum Innsbruck, Innsbruck
- 2003 :
  - Where We Come From, Debs & Co, New York
  - Belongings, itinérante O-K Centre d'art contemporain, Linz ; Musée d'art moderne, Arnhem
  - Los Angeles International Art Biennial Invitational, Frumkin Duval Gallery, Santa Monica
  - Al Ma’Mal Foundation, Jérusalem
  - Artspace Annex II, New Haven
- 2002 : New Photographs: Bethlehem et Ramallah, April, 2002, Debs & Co., Project Room, New York
- 2000 : De Paris à Riyad (Dessins pour ma mère), University Gallery, University of the South, Sewanee
- 1999 : Everywhere/Nowhere, SPACES, Cleveland
- 1997 : 
  - Eastfield College Gallery, Mesquite
  - Anderson Ranch Arts Center, Snowmass Village

### Expositions collectives
- 2012 : Documenta 13, Cassel